# LA&ベイビーフェイス

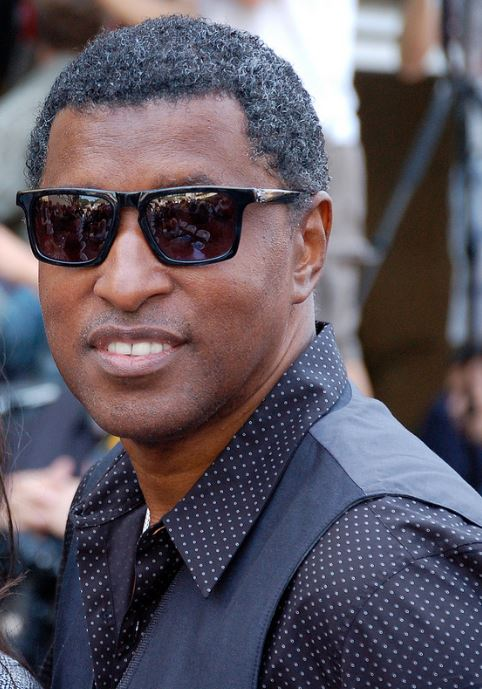
ベイビーフェイス

LA&ベイビーフェイスは、アントニオ・LA・リード (Antonio LA Reid) と ベイビーフェイス (Kenny Brian Edmonds) の2人からなる、アメリカのソング・ライター、プロデューサー・チーム。80年代前半にザ・ディール(The Deele)の曲を書いたことで、作曲のキャリアをスタートさせた。その後、ウィスパーズの「ロック・ステディ」、ボビー・ブラウンの「ドント・ビー・クルー」などの大ヒット曲を手がけ、人気プロデューサー・チームとなった。

## 制作を手がけたミュージシャン
- ウィスパーズ
- ザ・ディール
- ボビー・ブラウン
- キャリン・ホワイト
- ペブルス
- ジョニー・ギル
- ボーイズ
- ベイビーフェイス
- シーナ・イーストン